# チェイス・マクファーランド
チェイス・マクファーランド（Chas William McFarland、1986年11月1日 - ）は、アメリカ合衆国出身のバスケットボール選手である。ポジションはセンター。身長213cmの、いわゆるセブンフッターである。
アメリカ、ベイシティ (テキサス州)出身。NCAA・ウェイクフォレスト大学では在学中にリバウンド594、ブロックショット114回を記録した。500リバウンド・100ブロックショットを記録した選手は同大学史上9人目であり、ブロックショット数は大学歴代8位の記録である。
卒業後、NBA・サマーリーグでヒューストン・ロケッツの一員として2試合に出場したがNBAのドラフトでは指名されず、NBADLのスプリングフィールド・アーマーに入団、26試合に出場し1試合平均10.5得点、リバウンド5.77を記録した。
翌2011年には、同年bjリーグに加入した横浜ビー・コルセアーズと契約した。横浜ではジャスティン・バーレルと共にリバウンダーの役割を担い、攻撃面でも1試合平均9.9得点を記録した。2011年12月11日のライジング福岡戦で記録した20リバウンドと、2012年4月8日の秋田ノーザンハピネッツ戦などで記録した4ブロックショットは、チーム史上最高記録となっている。 この2011-12シーズン、横浜は加入初年度でファイナルズに進出し、3位に入賞した。
シーズン終了後はウルグアイのボヘミオスで7試合に出場した後、再びNBADLスプリングフィールド・アーマーに戻り、翌2013年にはテキサス・レジェンズに移籍、両チームで合わせて19試合に出場した。
2013年7月、秋田ノーザンハピネッツとの契約に合意。同年10月27日の信州ブレイブウォリアーズ戦では25得点を挙げ、このゲームのMVPを受賞した。2014年1月18日の仙台89ERS戦では22得点、18リバウンドを挙げ、延長戦では試合の流れを決定付けるリチャード・ロビーへのアリウープ・パスを決めた。
しかし、2014年3月8日の新潟アルビレックスBB戦で、新潟のロドニー・ウェブに顔を殴られた上、倒れた所でさらに後頭部を蹴られ、鼻と顎を骨折した。ウェブは、この直前にマクファーランドの肘が何度か顔に当たり激高したと主張した。このケガによってマクファーランドは戦線離脱を余儀なくされ、3月29日の仙台89ERS戦で復帰するまでの間5試合を欠場した。復帰戦はフェイスガードを着用して6分間出場、以後フェイスガードをつけたままで出場を続け、チームは準優勝した。
2013-14シーズン終了後、秋田との契約は更新されず、マクファーランドは2014年9月にウルグアイのオリンピア・モンテビデオと契約した。

## 大学での成績
| シーズン | チーム             | GP  | GS | MPG  | FG%  | 3P%   | FT%  | RPG | APG | SPG | BPG | PPG |
| -------- | ------------------ | --- | -- | ---- | ---- | ----- | ---- | --- | --- | --- | --- | --- |
| 2006-07  | ウェイクフォレスト | 15  | 0  | 5.4  | .286 | 1.000 | .333 | 1.6 | 0.5 | 0.1 | 0.1 | 0.7 |
| 2007-08  | ウェイクフォレスト | 30  | 27 | 21.5 | .490 | .182  | .659 | 5.8 | 0.4 | 0.5 | 1.6 | 8.4 |
| 2008-09  | ウェイクフォレスト | 31  | 29 | 20.4 | .522 | .000  | .722 | 5.8 | 0.5 | 0.6 | 0.9 | 8.7 |
| 2009-10  | ウェイクフォレスト | 31  | 25 | 24.6 | .446 | .000  | .600 | 7.0 | 0.8 | 0.5 | 1.2 | 7.2 |
| 通算     | 通算               | 107 | 81 | 19.8 | .482 | .158  | .653 | 5.6 | 0.6 | 0.4 | 1.1 | 7.1 |

## 職業成績
| シーズン | チーム | GP | GS | MPG  | FG%  | 3P%  | FT%  | RPG | APG | SPG | BPG | PPG  |
| -------- | ------ | -- | -- | ---- | ---- | ---- | ---- | --- | --- | --- | --- | ---- |
| 2011-12  | 横浜   | 49 | 39 | 23.2 | .491 | .000 | .692 | 8.7 | 1.1 | 0.8 | 1.3 | 9.9  |
| 2013-14  | 秋田   | 47 |    | 23.7 | .532 | .000 | .675 | 8.0 | 2.5 | 0.8 | 1.3 | 11.9 |

## 冠メニュー
中通りサティスファクションというお店で、「チェイス・バーガー」というメニューが2018年現在もある。

## 参考資料
1. 1 2 3  “Chas McFarland Bio”.  ウェイクフォレスト大学. 2013年11月8日閲覧。
2. ↑  “Chas McFarland Player profile”.   RealGM. 2013年11月9日閲覧。
3. ↑  “bjリーグファイナルズ・プレビュー”.   フジテレビ ENJOY!SPORT. 2013年11月10日閲覧。
4. ↑  “秋田NH 新戦力2013-14シーズン”. 秋田魁新報. (2013年10月2日) 2013年11月10日閲覧。
5. ↑  『bjリーグ オフィシャルガイドブック 2013-2014』bjリーグ、2013年10月4日。 記録は2013年9月30日現在のもの。
6. 1 2  “Asiabasket.com”. 2013年11月9日閲覧。
7. ↑  『外国人選手契約基本合意のお知らせ3』（プレスリリース）秋田ノーザンハピネッツ、2013年7月25日。2013年11月9日閲覧。
8. ↑  “【結果速報！】10/27ホーム第3節vs.長野戦”.   秋田ノーザンハピネッツ (2013年10月27日). 2013年11月10日閲覧。
9. ↑  喜田良直 (2014年1月19日). “NH仙台かわす 猛追受け延長戦突入”. 秋田魁新報 (秋田魁新報社)
10. ↑  “NH106得点 新潟下す”. 秋田魁新報 (秋田魁新報社). (2014年3月9日)
11. ↑  “NH 新潟突き放す 連日の100点ゲーム”. 秋田魁新報 (秋田魁新報社). (2014年3月10日)
12. 1 2  “NH逆転 仙台撃破”. 秋田魁新報 (秋田魁新報社). (2014年3月30日)
13. ↑  “Olimpia signs Chas McFarland, ex Akita NH”.   AsiaBasket.com (2014年9月15日). 2014年9月15日閲覧。
14. ↑  rams78 (2016年9月25日). “チェイスバーガー”. 2018年8月8日閲覧。